# Verbascum splendidoides
Verbascum splendidoides är en flenörtsväxtart som beskrevs av Hub.-mor.. Verbascum splendidoides ingår i släktet kungsljus, och familjen flenörtsväxter. Inga underarter finns listade i Catalogue of Life.